# محافظات السويد
مقاطعات السويد (السويدية: Län) هي المستوى الإداري الأول في التقسيمات الإدارية. تقسم السويد إلى 21 مقاطعة وعدد المقاطعات تغير عبر التاريخ بسبب التغير في المناطق واندماج وانفصال المقاطعات. ظهر استخدام المقاطعات كمستوى إداري أول بعد تطبيق دستور عام 1634 (أداة الحكومة 1634 - يستخدم المصطلح أداة الحكومة لوصف الدستور) عبر مبادرة الكونت أكسل أكسنسترنا (اللورد المستشار الأعلى للسويد) ليبطل استخدام المحافظات التاريخية للسويد (السويدية: landskap) لزيادة كفاءة الإدارة للدولة. في ذلك الوقت ترجمة كلمة län إلى اللغة العربية تعني إقطاعة والإقطاعة ما منح من الرب والممتلكات المورثة. وكانت حدود المقاطعة تتبع حدود المحافظة ولكن الإدارة الملكية تجري تغيرات طفيفة في بعض الأحيان لتناسب أغراضها.
في كل مقاطعة بإستثناء مقطعة غوتلاند يوجد مجلس إدارة مقاطعة (länsstyrelse) برئاسة حاكم (landshövding) معين بواسطة الحكومة وكذلك يوجد مجلس مقاطعة منفصل (landsting).
الغرض من مجلس إدارة مقاطعة هو الإشراف على الإدارة المحلية والتي لم يتم تعينها بواسطة المؤسسات الحكومية وتنسق الأهداف السياسية مع الحكومة المركزية. مجلس المقاطعة هو مجلس إقليمي سياسي منتخب لشئون البلدية للمقاطعة مثل البرنامج الصحي العام والنقل العام والثقافة.
الوكلات الحكومية تقسم وتنظم أعمالها على توزيع المقاطعات، بما فيها الوكلات الرئيسية مثل الشرطة ووكالة خدمات التوظيف العامة ووكالة الضمان الأجتماعي وشئون الغابة.

## قائمة المقاطعات
| الأيزو | الشعار | المقاطعة (Län)                          | مركز الإدارة            | الحاكم                                             | المساحة (كم2) | التعداد السكاني (2013) |
| ------ | ------ | --------------------------------------- | ----------------------- | -------------------------------------------------- | ------------- | ---------------------- |
| AB     |        | مقاطعة ستوكهولم - Stockholm             | ستوكهولم                | كريس هايستر - Chris Heister                        | 6,519.3       | 2,163,042              |
| AC     |        | مقاطعة فاستربوتن - Västerbotten         | أوميا - Umeå            | ماغدالينا أندرسون - Magdalena Andersson            | 55,186.2      | 261,112                |
| BD     |        | مقاطعة نوربوتن - Norrbotten             | لوليا - Luleå           | سفين اريك اوسترباي - Sven-Erik Österberg           | 98,244.8      | 249,436                |
| C      |        | مقاطعة أوبسالا - Uppsala                | أوبسالا Uppsala         | بيتر اغارداتش - Peter Egardt                       | 8,207.2       | 345,481                |
| D      |        | مقاطعة سوديرمانلاند - Södermanland      | نيشوبينغ - Nyköping     | يزيلوت هاغباي - Liselott Hagberg                   | 6,102.3       | 277,569                |
| E      |        | مقاطعة أوستريوتلاند - Östergötland      | لينشوبينغ - Linköping   | اليزابيث نيلسون - Elisabeth Nilsson                | 10,602.0      | 437,848                |
| F      |        | مقاطعة يونشوبينغ - Jönköping            | يونشوبينغ - Jönköping   | مينو أختارزاند - Minoo Akhtarzand                  | 10,495.1      | 341,235                |
| G      |        | مقاطعة كرونوباري - Kronoberg            | فاكوا - Växjö           | كريستينا أليسر - Kristina Alsér                    | 8,466.0       | 187,156                |
| H      |        | مقاطعة كالمار - Kalmar                  | كالمار - Kalmar         | ستيفان كارلسون - Stefan Carlsson                   | 11,217.8      | 233,874                |
| I      |        | مقاطعة غوتلاند - Gotland                | فيسبي - Visby           | سيسيليا خلين سيديوغواد - Cecilia Schelin Seidegård | 3,151.4       | 57,161                 |
| K      |        | مقاطعة بليكنيه - Blekinge               | كارلسكرونا - Karlskrona | بيريت أندنور - Berit Andnor                        | 2,946.4       | 152,757                |
| M      |        | مقاطعة سكونه - Skåne                    | مالما - Malmö           | مارجريتا بالسون - Margareta Pålsson                | 11,034.5      | 1,274,069              |
| N      |        | مقاطعة هالاند - Halland                 | هالمستاد - Halmstad     | لينا سوميستاد - Lena Sommestad                     | 5,460.7       | 306,840                |
| O      |        | مقاطعة فسترا يوتالاند - Västra Götaland | غوتنبوري - Gothenburg   | لورش باكستروم - Lars Bäckström                     | 23,948.8      | 1,615,084              |
| S      |        | مقاطعة فارملاند - Värmland              | كارلستاد - Karlstad     | كينيث يوهانسون - Kenneth Johansson                 | 17,591.0      | 273,815                |
| T      |        | مقاطعة أوريبرو - Örebro                 | أوريبرو - Örebro        | روز ماري فريبران - Rose-Marie Frebran              | 8,545.6       | 285,395                |
| U      |        | مقاطعة فستمانلاند - Västmanland         | فاستيرواس - Västerås    | اينجمار شكوغو - Ingemar Skogö                      | 5,145.8       | 259,054                |
| W      |        | مقاطعة دالارنا - Dalarna                | فالون - Falun           | ماريا نورفالك - Maria Norrfalk                     | 28,188.8      | 277,349                |
| X      |        | مقاطعة يافليبوري - Gävleborg            | يافله - Gävle           | باربرو هولمبري - Barbro Holmberg                   | 18,198.9      | 277,970                |
| Y      |        | مقاطعة فسترنورلاند - Västernorrland     | هارنوساند - Härnösand   | بو شالستراند - Bo Källstrand                       | 21,683.8      | 242,156                |
| Z      |        | مقاطعة يمتلاند - Jämtland               | أوسترسوند - Östersund   | يوران هاغلوند - Jöran Hägglund                     | 49,341.2      | 126,461                |

### الخريطة
مع رمز المقاطعة والذي أصبح رسمي منذ عام 1974
| - AB: مقاطعة ستوكهولم - Stockholm - AC: مقاطعة فاستربوتن- Västerbotten - BD: محافظة نوربوتن - Norrbotten - C: مقاطعة أوبسالا -Uppsala - D: مقاطعة سوديرمانلاند - Södermanland - E: مقاطعة أوستريوتلاند - مقاطعة أوسترغوتلاند - Östergötland - F: مقاطعة يونشوبينغ - Jönköping - G: مقاطعة كرونوباري - Kronoberg - H: مقاطعة كالمار - Kalmar - I: مقاطعة غوتلاند - مقاطعة جوتلاندز - Gotland - K: مقاطعة بليكنيه - مقاطعة بليكينج - Blekinge - M: مقاطعة سكونه - Skåne - N: مقاطعة هالاند - Halland - O: مقاطعة فسترا يوتالاند - Västra Götaland - S: مقاطعة فارملاند - Värmland - T: مقاطعة أوريبرو - Örebro - U: مقاطعة فستمانلاند - Västmanland - W: مقاطعة دالارنا - مقاطعة دالرناس - Dalarna vapen - X: مقاطعة يافليبوري - مقاطعة يافلبورغ - Gävleborg - Y: مقاطعة فسترنورلاند - Västernorrland - Z: مقاطعة يمتلاند - Jämtland | مقاطعات السويد | بمقارنة المقاطعات بالمحافظات يوجد تشابه كبير ، الخطوط العريضة هي المقاطعات والخلفيات الملونه هي المحافظات. |

كل مقاطعة تحتوي على بلديات (kommuner) وجودها يعتمد على السلطة التقديرية للحكومة المركزية بشكل جزئي. منذ عام 2004 أصبح عددهم 290 بلدية بمعدل 13.8 بلدية لكل مقاطعة.
حتى عام 1968 مدينة ستوكهولم Stockholm لديها رمز مقاطعة خاص بها A (ويستخدم رمز أحياناً AB) ومقاطعة ستوكهولم لديها رمز B.
الرمز L لمقاطعة كريستيانستاد Kristianstad والرمز M لمقاطعة مالموهوش Malmöhus ولكن بعد دمجهما لتشكل مقاطعة سكانيا Scania ويستخدم لها الرمز M عادةً. الرمز O كان يستخدم لمقاطعة غوفينبورغ وبوهوس Gothenburg and Bohus ولكن الآن يستخدم لمقاطعة غرب غوتلاند West Götaland بعد اندماجها مع مقاطعة سكارابورغ Skaraborg بالرمز R مع مقاطعة آلفسبورغ Älvsborg بالرمز P.

## روابط خارجية
- مجالس مقاطعات السويد
- موقع السويد الرسمي
- أطلس السويد الوطني